# フランソワ・プレラーティ
フランソワ・プレラーティ（François Prelati）は、15世紀にジル・ド・レが犯した殺人事件に加担したイタリアの司祭・錬金術師。彼はいくつかの人によってジルの性的パートナーだったと考えられている。また、彼は、この試みで悪魔を召喚することができると主張した。

## フィクション
- フランソワ・プレラーティはアン・ベンソン[6]によって『シーフ・オブ・ソウルズ』の物語のキャラクターとして登場し、成田良悟の『Fate/strange Fake』に登場した[7]。
- ミシェル・トゥルニエの小説『聖女ジャンヌと悪魔ジル』（白水社）では、ド・レ家の聴聞司祭のブランシェ神父がフィレンツェで知り合い連れ帰る。ここでの表記はフランス語読みのフランソワ・プレラ（イタリア語読みではフランチェスコ・プレラッティ）。